# Linosiphon galiophagum
Linosiphon galiophagum är en insektsart som först beskrevs av Wimshurst 1923.  Linosiphon galiophagum ingår i släktet Linosiphon och familjen långrörsbladlöss. Arten är reproducerande i Sverige. Inga underarter finns listade i Catalogue of Life.